# Mahindra & Mahindra

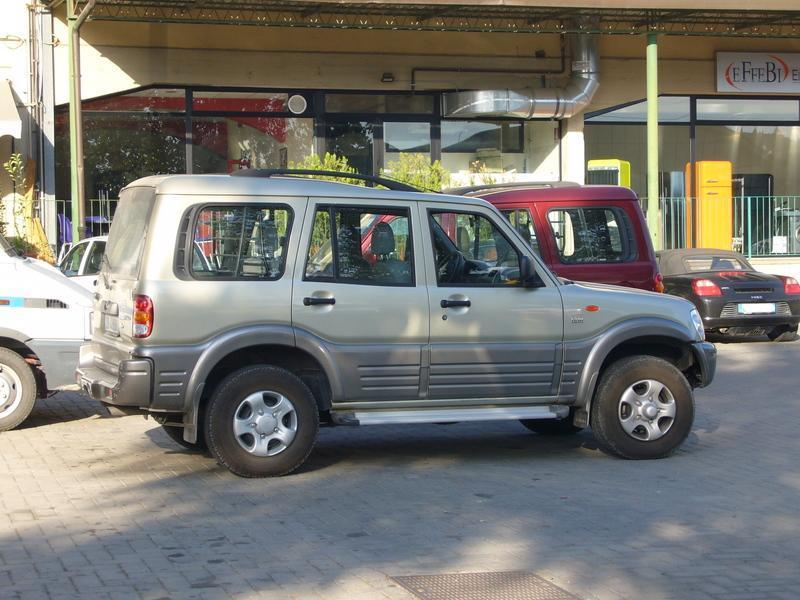
Mahindra Scorpio (Goa)

Mahindra is een Indiaas auto- en motorfietsmerk, opgericht in 1946.

## Beschrijving
Het merk begon in 1949 met CKD-kits van de Amerikaanse Willys MB-jeep. Aanvankelijk werden de Mahindra's in delen geïmporteerd en in Bombay geassembleerd. Vanaf 1968 vond de productie van de terreinauto geheel in India plaats. Men verkreeg tevens de licentierechten voor de Peugeot XDP-dieselmotor en sinds 1990 kon men door een samenwerkingsovereenkomst de Peugeot 504 Pick-up in India produceren.
Het bedrijf produceert naast auto's ook tractoren, vrachtauto's en autobussen.
De autobussen en trucks zijn gedateerde producten, zo stamt de lijn bussen uit de jaren zeventig, de lijn trucks uit de jaren 80 (Feitelijk Mitsubishi-producten in licentie), maar de auto's zijn (dankzij de samenwerking met Jeep), relatief modern.
Het bedrijf is onderdeel van Mahindra & Mahindra, een groot conglomeraat dat ook staalproductie, liftproductie e.d. omvat.

## Huidige modellen
- Classic
- Bolero
- Scorpio (Goa)
- Voyager
- Mahindra-Renault Logan

- Gemeinsame Normdatei: 10182018-5
- Virtual International Authority File: 155792297